# BvS 10
BvS 10 (швед. Bandvagn Skyddad — «гусенична машина захищена») — шведсько-британський дволанковий амфібійний бронетранспортер, що виготовляється BAE Systems Hägglunds.
Попри візуальну подібність до Bv 206S, є іншою машиною, що має більші розміри, вантажність та потужність двигуна.

## Варіанти
Варіанти на сайті виробника:
- APC — бронетранспортер
- LOG/Flatbed — бортовий транспортер
- Remote Weapon Station (RWS)[уточнити]
- Шасі для ЗРК IRIS-T SLS/Eldenhet 98
- Шасі для контрбатарейного радара ARTHUR
- БРЕМ
- Crew Served Weapon (CSW)[уточнити]
- Самохідний міномет
- БММ
- Beowulf — неброньований варіант

## Оператори

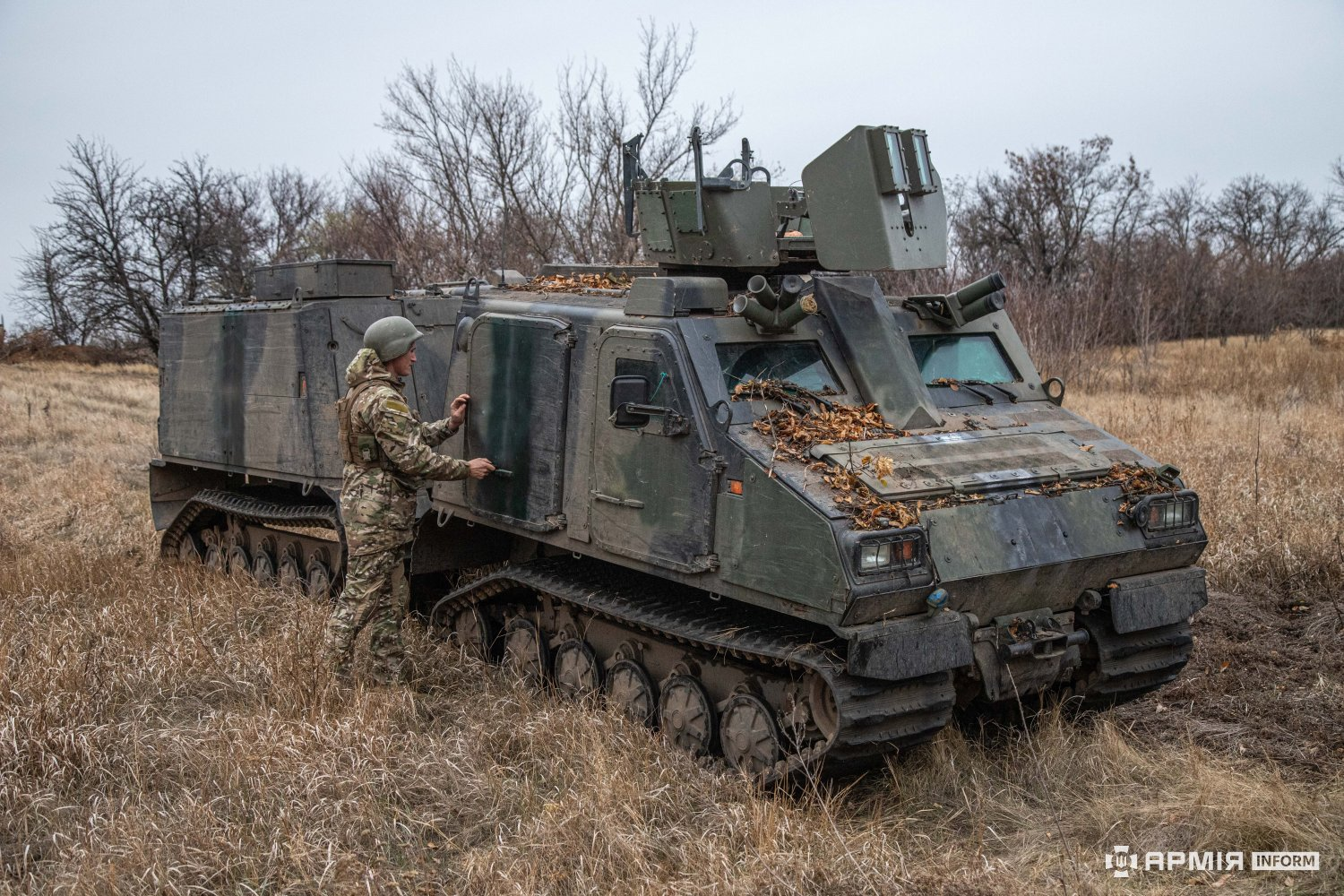
BvS 10 на службі української 38 ОБрМП

### Поточні оператори
- Австрія: 32 одиниці. Машини було замовлено у 2016, вони почали надходити 2019 року[2][3].
- Франція: 53 BvS 10 Mark II (названі VHM) придбано 2009 року з частковою локалізацією виробництва компанією Panhard[4][5].
- Нідерланди: 73 одиниці використовуються морською піхотою[6].
- Швеція: 152 BvS 10 Mk II (названі Bv 410), що були закуплені протягом 2012—2015, наявні у варіанті транспортера, КШМ, БММ, самохідного міномета тощо[7][8][9][10]. З 2019 року Швеція почала розгортати ЗРК Eldenhet 98 на шасі Bv 410 на заміну RBS 70[11]. 2021 року армія замовила ще 127 машин, що мають надійти протягом 2022—2024, а 2022 року додала до замовлення ще 40 машин. Також 236 машин мають надійти в рамках програми CATV[12][13].
- Велика Британія: 99 BvS 10 Mk II на службі морської піхоти[14]. Також 60 машин мають надійти в рамках програми CATV[12][13].
- Україна: 84 одиниці. 36 нідерландських BvS 10 передано в рамках МТД для відбиття російської агресії до березня 2023 року[15], 20[16] колишніх британських BvS 10 переданих у грудні 2023 та 28[17] у серпні 2024.
  - 38-ма бригада морської піхоти[18]
  - 40-ва бригада берегової оборони[19]

### Майбутні оператори
- Канада: планується отримання 100 машин протягом 2029—2030[джерело?];
- Німеччина: 140 машин мають надійти в рамках програми CATV[13][20]. Також 227 машин замовлено в березні 2023 року[21];
- США: планується отримання 136 машин у версії Beowulf до 2029 року[22][23].